# Brugge-i Valter
Brugge-i Valter (latinul: Gualterus Brugensis, franciául: Gauthier de Bruges), (1227 körül – 1307) latin nyelven író középkori francia teológus.
Szent Bonaventura tanítványa volt, Párizsban tanított. Egy Szentencia-kommentárt, illetve Quaestio disputatákat hagyott maga után. Szerepel állításaiban a szellemi szubsztanciák (lelkek és angyalok) anyagból és formából való összetettsége, a lélek önmaga általi közvetlen megismerése, az isteni megvilágosodás tana, és Isten létének nyilvánvalósága. Nézeteire Bonaventurán kívül Szent Ágoston és Szent Anzelm is hatott.